# Чаттагучі (Флорида)
Чаттагучі (англ. Chattahoochee) — місто (англ. city) в США, в окрузі Гедсден штату Флорида. Населення — 2955 осіб (2020).

## Географія
Чаттагучі розташоване за координатами 30°41′54″ пн. ш. 84°49′50″ зх. д. / 30.69833° пн. ш. 84.83056° зх. д. (30.698344, -84.830610). За даними Бюро перепису населення США в 2010 році місто мало площу 14,66 км², з яких 14,18 км² — суходіл та 0,48 км² — водойми.

## Демографія
Згідно з переписом 2010 року, у місті мешкали 3652 особи в 940 домогосподарствах у складі 604 родин. Густота населення становила 249 осіб/км². Було 1155 помешкань (79/км²).
Расовий склад населення:
| - 51,5 % — чорних або афроамериканців - 44,6 % — білих - 1,0 % — азіатів - 0,2 % — корінних американців - 1,5 % — осіб інших рас |

До двох чи більше рас належало 1,2 %. Частка іспаномовних становила 3,7 % від усіх жителів.
За віковим діапазоном населення розподілялося таким чином: 15,3 % — особи молодші 18 років, 71,4 % — особи у віці 18—64 років, 13,3 % — особи у віці 65 років та старші. Медіана віку мешканця становила 45,1 року. На 100 осіб жіночої статі у місті припадало 155,2 чоловіків; на 100 жінок у віці від 18 років та старших — 163,6 чоловіків також старших 18 років.
Середній дохід на одне домашнє господарство становив 45 126 доларів США (медіана — 33 934), а середній дохід на одну сім'ю — 53 014 долари (медіана — 48 239). За межею бідності перебувало 53,3 % осіб, у тому числі 55,2 % дітей у віці до 18 років та 16,1 % осіб у віці 65 років та старших.
Цивільне працевлаштоване населення становило 677 осіб. Основні галузі зайнятості: освіта, охорона здоров'я та соціальна допомога — 34,9 %, публічна адміністрація — 20,4 %, будівництво — 12,4 %, науковці, спеціалісти, менеджери — 10,8 %.